# Ossip Zadkine
Ossip Zadkine (14. července 1890, Vitebsk, Ruské impérium – 25. listopadu 1967, Paříž, Francie), narozen jako Iosel Aronovič Cadkin (rusky Иосель Аронович Цадкин), byl francouzský sochař a grafik rusko-židovského původu.

## Život
Studoval v Londýně a od roku 1909 žil v Paříži, v letech 1914–1945 působil v New Yorku. V letech 1946–1953 byl profesorem Akadémie de la Grande Chaumière v Paříži. Raná díla vznikala pod vlivem kubismu a A. Archipenka. Po období jednoduchých forem, inspirovaných přírodními tvary, tvořil složité expresivní skupiny spletitých tvarů a „proděravěných“ hmot.
Jeho sochy musí být umístěny výše, aby vynikly proti obloze.

## Dílo
- Památník zničení Rotterdamu, 1953
- Orfeus
- cyklus leptů Vingt eaux-fortes de la guerre de 1914-1918, 1919